# Peru International 2019
Die Peru International 2019 im Badminton fanden vom 19. bis zum 23. Juni 2019 in Lima statt.

## Sieger und Platzierte
| Disziplin    | Gold                               | Silber                             | Bronze                             |
| ------------ | ---------------------------------- | ---------------------------------- | ---------------------------------- |
| Herreneinzel | Brian Yang                         | Kevin Cordón                       | B. R. Sankeerth                    |
| Herreneinzel | Brian Yang                         | Kevin Cordón                       | Artur Silva Pomoceno               |
| Dameneinzel  | Ghaida Nurul Ghaniyu               | Taymara Oropesa                    | Disha Gupta                        |
| Dameneinzel  | Ghaida Nurul Ghaniyu               | Taymara Oropesa                    | Fabiana Silva                      |
| Herrendoppel | Rubén Castellanos Anibal Marroquín | Fabrício Farias Francielton Farias | Jonathan Solís Rodolfo Ramírez     |
| Herrendoppel | Rubén Castellanos Anibal Marroquín | Fabrício Farias Francielton Farias | Bruno Barrueto Diego Subauste      |
| Damendoppel  | Diana Corleto Soto Nikte Sotomayor | Jaqueline Lima Sâmia Lima          | Daniela Macías Dánica Nishimura    |
| Damendoppel  | Diana Corleto Soto Nikte Sotomayor | Jaqueline Lima Sâmia Lima          | Tamires Santos Fabiana Silva       |
| Mixed        | Howard Shu Paula Obanana           | Fabrício Farias Jaqueline Lima     | Jonathan Solís Diana Corleto Soto  |
| Mixed        | Howard Shu Paula Obanana           | Fabrício Farias Jaqueline Lima     | Artur Silva Pomoceno Fabiana Silva |